# Орора (Канзас)
Орора (англ. Aurora) — місто (англ. city) в США, в окрузі Клауд штату Канзас. Населення — 56 осіб (2020).

## Географія
Орора розташована за координатами 39°27′7″ пн. ш. 97°31′48″ зх. д. / 39.45194° пн. ш. 97.53000° зх. д. (39.451922, -97.529879).  За даними Бюро перепису населення США в 2010 році місто мало площу 0,26 км², уся площа — суходіл.

## Демографія
Згідно з переписом 2010 року, у місті мешкало 60 осіб у 24 домогосподарствах у складі 17 родин. Густота населення становила 229 осіб/км².  Було 36 помешкань (137/км²).
Расовий склад населення:
| - 96,7 % — білих - 3,3 % — корінних американців |

До двох чи більше рас належало 0,0 %. Частка іспаномовних становила 0,0 % від усіх жителів.
За віковим діапазоном населення розподілялося таким чином: 33,3 % — особи молодші 18 років, 55,0 % — особи у віці 18—64 років, 11,7 % — особи у віці 65 років та старші. Медіана віку мешканця становила 38,0 року. На 100 осіб жіночої статі у місті припадало 114,3 чоловіків;  на 100 жінок у віці від 18 років та старших — 122,2 чоловіків також старших 18 років.
Середній дохід на одне домашнє господарство  становив 29 020 доларів США (медіана — 21 250), а середній дохід на одну сім'ю — 32 663 долари (медіана — 21 250). За межею бідності перебувало 44,2 % осіб, у тому числі 68,8 % дітей у віці до 18 років та 0,0 % осіб у віці 65 років та старших.
Цивільне працевлаштоване населення становило 14 особи. Основні галузі зайнятості: виробництво — 35,7 %, будівництво — 28,6 %, роздрібна торгівля — 14,3 %, освіта, охорона здоров'я та соціальна допомога — 14,3 %.